# Lago Omodeo
Vista do lago Omodeo
* Os valores do perímetro, área e volume podem ser imprecisos devido às estimativas envolvidas, podendo não estar normalizadas.
Lago Omodeo é um lago artificial, no centro-oeste de Sardenha, Itália. O lago foi construído na década de 1920. A barragem, projetada pelo engenheiro Angelo Omodeo, foi inaugurada em 1924. 
O lago tem 20 km de comprimento, uma área de 29 km² (11 milhas quadradas) e um volume de água de 748.000.000 m³.
Uma nova barragem foi construída em 1997, desdicada ao juiz sardo medieval Eleonor de Arborea. Ela possui 582 metros de comprimendo e 120 metros de largura.